# Dříteč

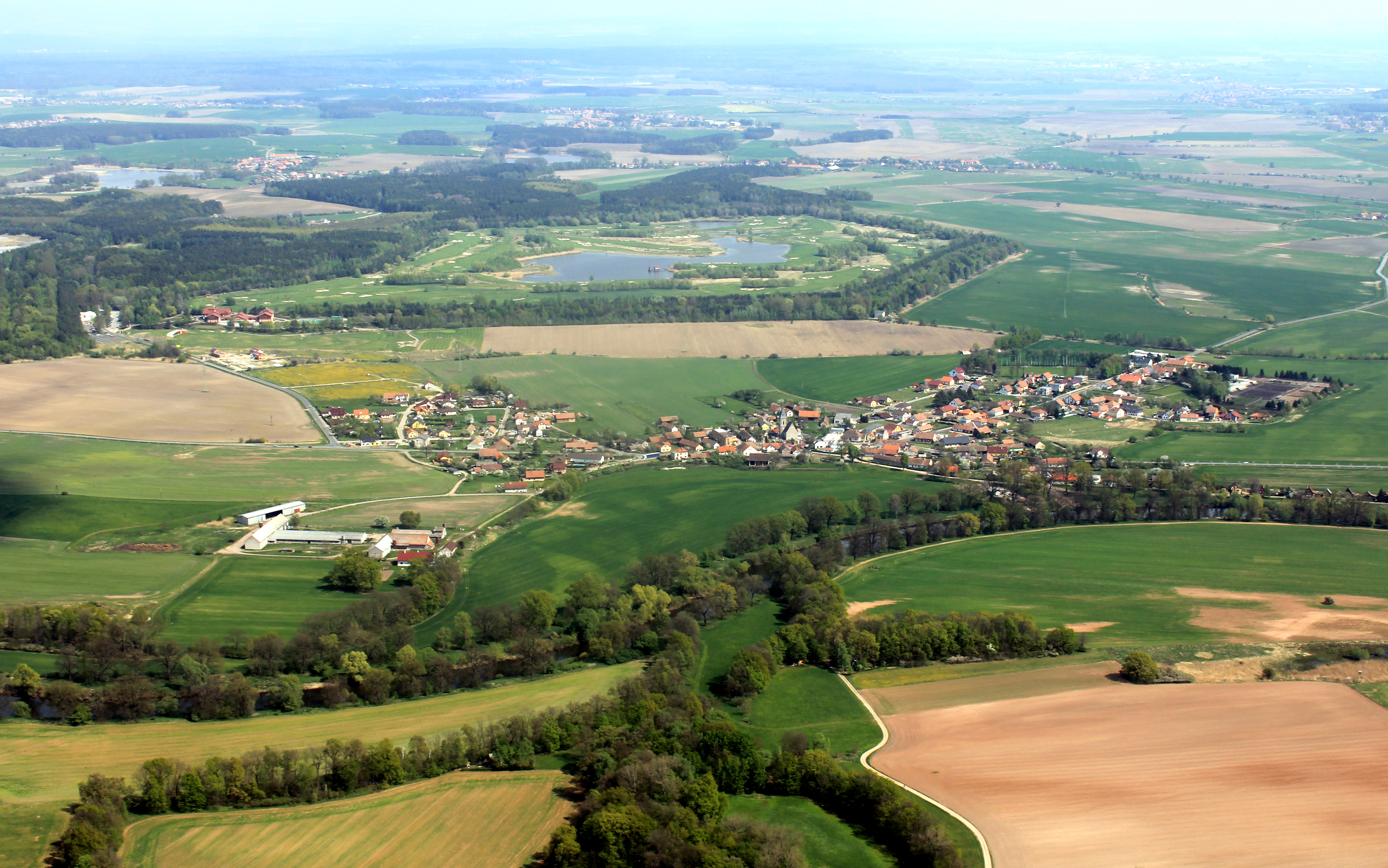
Luftaufnahme, im Hintergrund der Golfplatz Kunětická hora

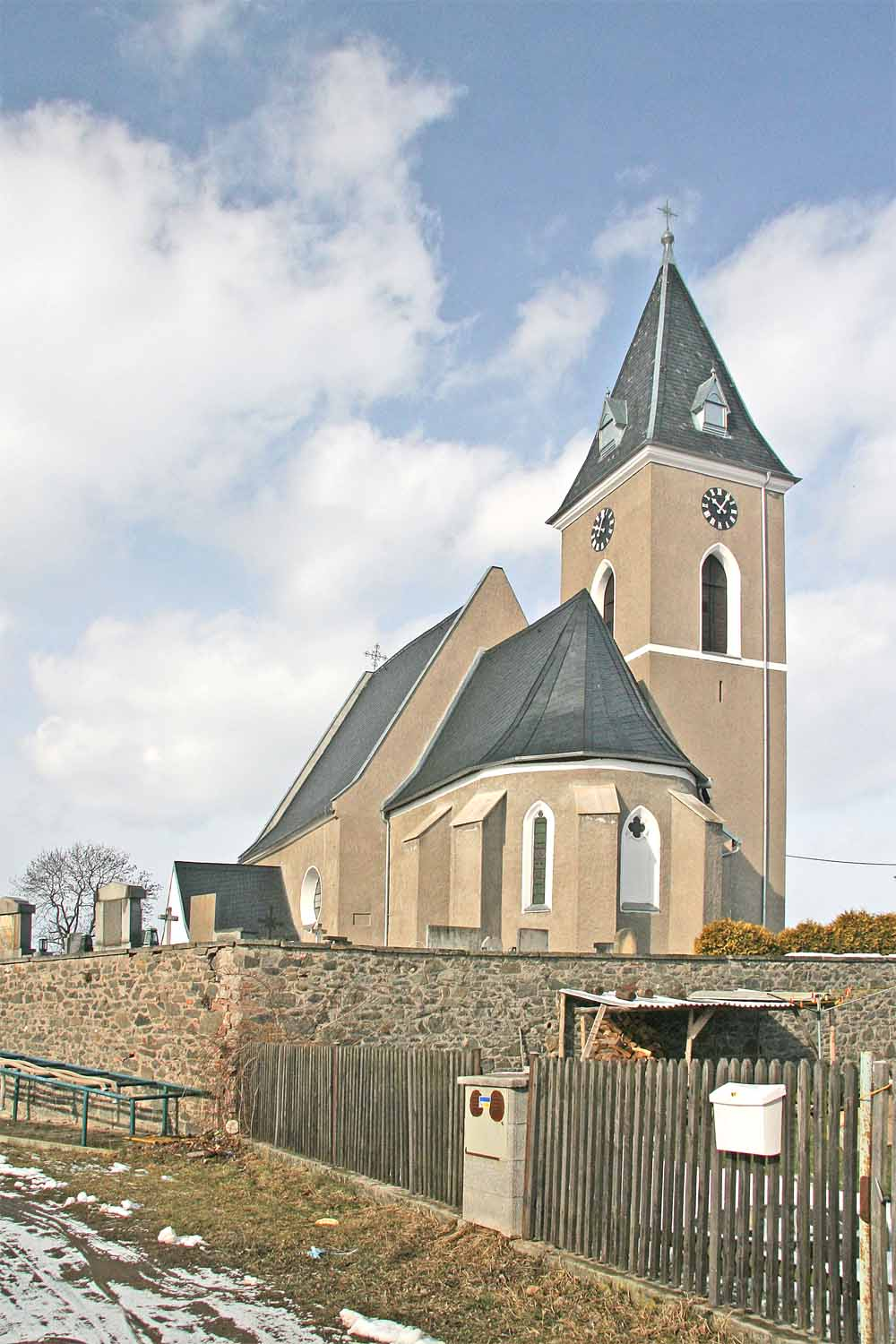
Kirche St. Peter und Paul

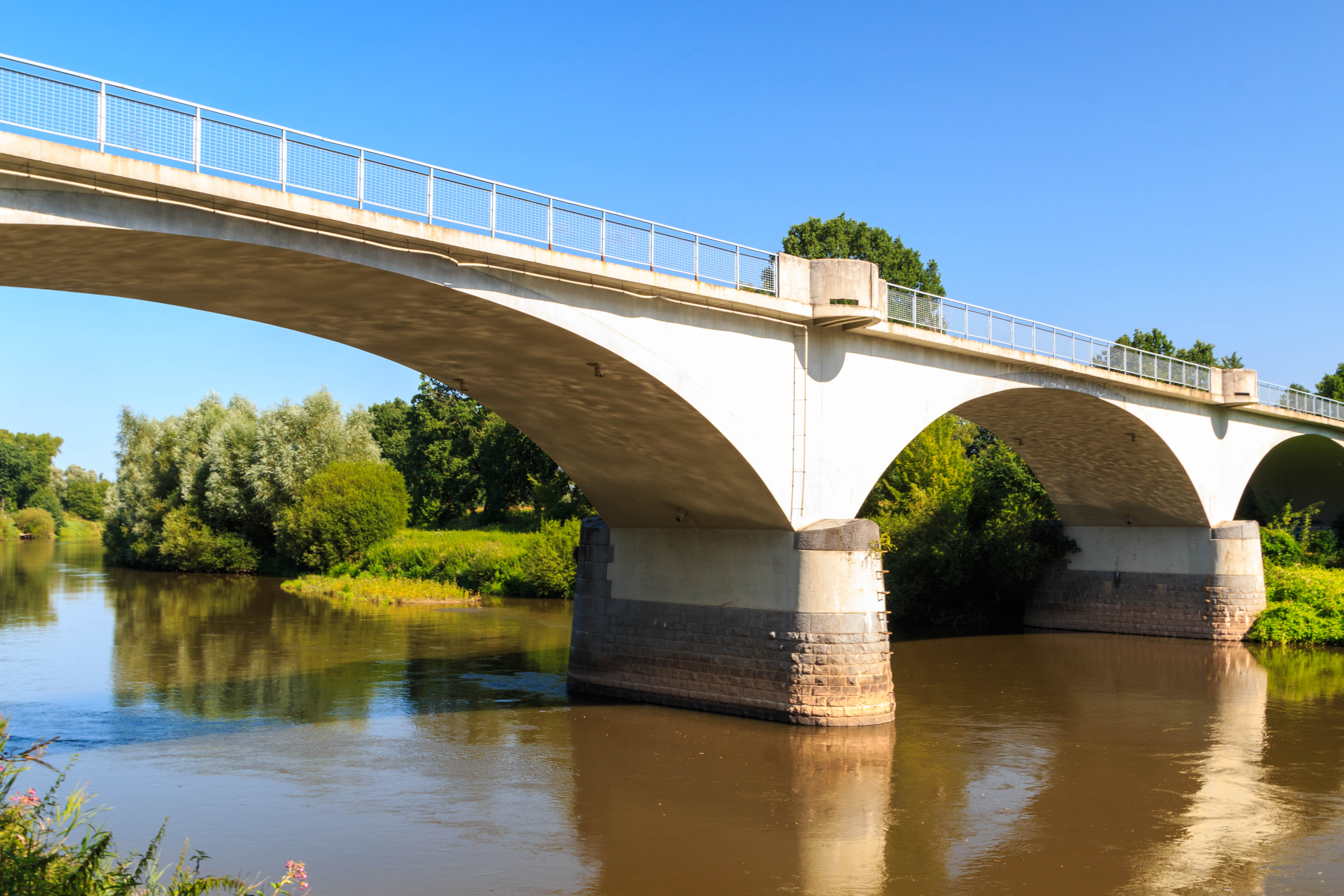
Straßenbrücke über die Elbe

Dříteč (deutsch Drzitsch, auch Dritsch) ist eine Gemeinde in Tschechien. Sie liegt acht Kilometer nördlich des Stadtzentrums von Pardubice und gehört zum Okres Pardubice.

## Geographie
Dříteč befindet sich linksseitig der Elbe in der Pardubická kotlina (Pardubitzer Becken). Im Nordosten erhebt sich die Aschenhalde des Kraftwerks Opatovice (250 m n.m.), südlich die markante Kunětická hora (Kunietitzer Berg, 307 m n.m.) mit der gleichnamigen Burg. Am östlichen Ortsrand fließt der Bach Hradečník, dahinter erstreckt sich – auf einer rekultivierten Aschenhalde – der Golfplatz Kunětická hora. 
Nachbarorte sind Opatovice nad Labem und Vysoká nad Labem im Norden, Bukovina nad Labem, Borek, Zástava und Újezd u Sezemic im Nordosten, Bohumileč im Osten, Choteč, Dražkov und Lukovna im Südosten, Kladivo, Kunětice und Němčice im Süden, Na Sibiři, Srch und Stéblová im Südwesten, Hrobice und Hrobický Dvůr im Westen sowie Podůlšany und Čeperka im Nordwesten.

## Geschichte
Die erste urkundliche Erwähnung von Drzieczie erfolgte im Jahre 1229, als das Benediktinerkloster Opatowitz das Dorf von den Vladiken von Czasty erwarb. Am 25. Juni 1421 beteiligten sich die Bewohner des Dorfes an einem Gedenklager für Jan Hus auf der Kunětická hora, dessen Teilnehmer nach einer flammenden Ansprache des Predigers Ambrož zum Angriff auf Königgrätz aufbrachen. Nachdem das Kloster im selben Jahr von einem hussitischen Heer unter Diviš Bořek von Miletínek geplündert und niedergebrannt worden war, bemächtigte sich dieser der ausgedehnten Besitzungen. 1436 überschrieb König Sigismund große Teile des ehemaligen Klosterbesitzes an Diviš Bořek, der daraus die Herrschaft Pardubice mit Sitz auf der Kunburg bildete. 1437 erbte Diviš´ Sohn Soběslav Mrzák von Miletínek die Herrschaft, 1464 fiel sie König Georg von Podiebrad zu. Am 5. April 1465 überschrieb dieser die Herrschaft seinen Söhnen Viktorin, Heinrich d. Ä. und Hynek von Münsterberg. 1472 fiel die Herrschaft Pardubitz Heinrich d. Ä. von Münsterberg zu; dieser verkaufte sie 1490 an Wilhelm von Pernstein, der das Schloss Pardubice als neuen Sitz errichten ließ. Wilhelm von Pernstein vererbte seine böhmischen Güter 1521 seinem jüngeren Sohn Vojtěch, nach dessen Tod fielen sie 1534 seinem Bruder Johann zu. Dieser hinterließ 1548 seinem Sohn Jaroslav hohe Schulden. Am 21. März 1560 veräußerte Jaroslav von Pernstein die gesamte Herrschaft Pardubitz an König Ferdinand I. Dessen Nachfolger Maximilian II. übertrug die Verwaltung der königlichen Herrschaften der Hofkammer. Diese ließ die Herrschaft Pardubitz durch ein System von 24 Rychta (Scholtiseien) neu organisieren; der Rychtář in Dříteč übte die niedere Gerichtsbarkeit für mehrere umliegende Dörfer aus. Während des Dreißigjährigen Krieges überwinterte 1641 ein großer Teil des kaiserlichen Heeres und musste verpflegt werden. 1645 fielen die Schweden unter Torstensson in die Gegend ein, brannten Pardubitz teilweise nieder und ruinierten die Kunburg. Die Kirche war bis 1746 eine Filiale der Pfarrei Sezemitz, danach stiftete der Sezemitzer Pfarrer einen Expositen. Bei der Einführung der Hausnummerierung im letzten Viertel des 18. Jahrhunderts wurden in Dříteč 36 Häuser gezählt. 1814 wurde das Lokalistenhaus errichtet.
Im Jahre 1835 bestand das im Chrudimer Kreis gelegene Dorf Dřitsch bzw. Dřič, auch Dřitetz genannt, aus 51 Häusern, in denen 337 Personen, darunter zwei jüdische Familien, lebten. Unter dem Patronat des Religionsfonds standen die Lokalkirche St. Peter und Paul und das Lokalistenhaus, unter obrigkeitlichem Patronat die Schule. Dřitsch war Pfarrort für Augezd, Bohumiletsch, Borek, Bukowina, Draschkow (Dražkov), Hrobitz und Zastawa. Das Präsentationsrecht besaß der Sezemitzer Pfarrer, der den Lokalisten mit einem Zuschuss aus der Sezemitzer Kirchenkasse unterhielt und dafür von den Dörfern des Dřitscher Bezirks noch den ehemaligen Zehnten bezog. Bis zur Mitte des 19. Jahrhunderts blieb Dřitsch der k.k. Kameralherrschaft Pardubitz untertänig.
Nach der Aufhebung der Patrimonialherrschaften bildete Dříteč ab 1849 eine Gemeinde im Gerichtsbezirk Pardubitz. Auf dem Rückzug nach der verlorenen Schlacht bei Königgrätz zogen 1866 ca. 10.000 k.k. Soldaten durch das Dorf. Ab 1868 gehörte die Gemeinde zum politischen Bezirk Pardubitz. 1869 hatte Dříteč 440 Einwohner und bestand aus 61 Häusern. Während einer Hirschjagd im Jahre 1874 besuchten Kaiser Franz Joseph I. und Kaiserin Sisi Dříteč. Im Jahre 1900 lebten in dem Dorf 401 Menschen, 1910 waren es 389. 1930 hatte Dříteč 387 Einwohner. Nach dem Ende des Zweiten Weltkrieges zogen zahlreiche Einwohner in die Grenzgebiete. Im Jahre 1949 wurde Dříteč dem Okres Pardubice-okolí zugeordnet. Zwischen 1959 und 1960 entstand in den Elbauen zwischen Bukovina und Čeperka das Kohlekraftwerk Opatovice; bei Dříteč wird seitdem die Kraftwerksasche verkippt. Seit 1960 gehört die Gemeinde wieder zum Okres Pardubice. Beim Zensus von 2001 lebten in den 109 Häusern von Dříteč 237 Personen. Um die Jahrtausendwende wurde die südliche Aschenhalde renaturiert und darauf der Golfplatz Kunětická hora angelegt.

## Sehenswürdigkeiten
- Kirche St. Peter und Paul, der 1336 errichtete gotische Bau wurde 1699 umgestaltet. In der Kirche befindet sich eine Gedenktafel für den Miterfinder des steilwendenden Sturzpfluges Václav Veverka (1799–1849) aus Bukovina, der auf dem Friedhof begraben wurde.
- Elbbrücke Němčický most, die 110 m lange Eisenbetonbrücke aus den Jahren 1933–1934 ist ein Technisches Denkmal[4]
- Naturdenkmal Tůň u Hrobic, abgeworfener Elbmäander nordwestlich des Dorfes
- Denkmal der Freiheit zum Gedenken an die Gefallenen des Ersten Weltkrieges
- Bildstock, geschaffen 1884